# Озон-парк — Леффертс-бульвар (линия Фултон-стрит, Ай-эн-ди)
|  |
|  |
|  |
|  |

|  |
|  |
|  |
|  |

«Озон-парк — Леффертс-бульвар» (англ. Ozone Park–Lefferts Boulevard) — станция Нью-Йоркского метрополитена, расположенная на линии Фултон-стрит, Ай-эн-ди. Станция находится в Куинсе, в районе Ричмонд-Хилл, на пересечении Либерти-авеню и Леффертс Бульвара. На станции останавливаются маршруты A (круглосуточно, кроме ночи) и S (челнок Леффертс-бульвара, ночью). Станция является южной конечной для обоих маршрутов. Оба пути заканчиваются тупиками: поезд приходит на любой из путей и отправляется обратно. Этот терминал маршрута — один из трёх южных, если за северный взять Инвуд — 207-я улица, но с географической точки зрения он скорее восточный. Станция была открыта 25 сентября 1915 года в составе эстакадной линии компании BMT.
Станция представлена одной островной платформой, расположенной между путями. К западу от станции между этими путями образуется третий экспресс-путь, не использующийся для регулярного движения поездов. Зачастую этот путь используют для отстоя составов.
Станция имеет два выхода. Основной из них расположен с тупиковой стороны, второй с противоположного конца платформы. Турникеты расположены в мезонинах под платформами, причём второй (западный) выход представлен только полноростовыми турникетами. Этот западный выход ведёт к перекрёстку Либерти-авеню и 116-й улицы, а восточный — к перекрёстку Либерти-авеню и Леффертс-бульвара.

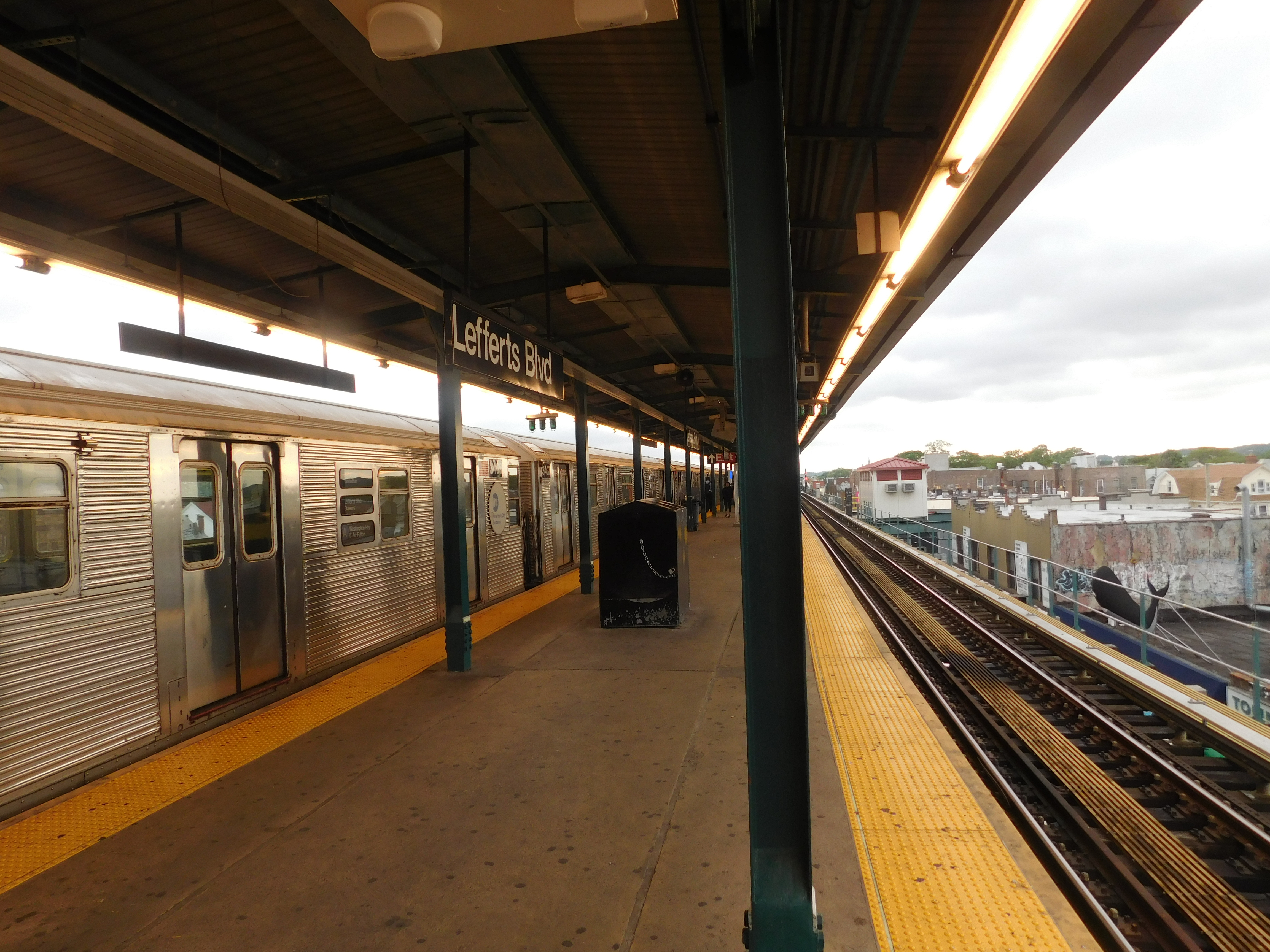
Платформа